# Người Nga có muốn chiến tranh không

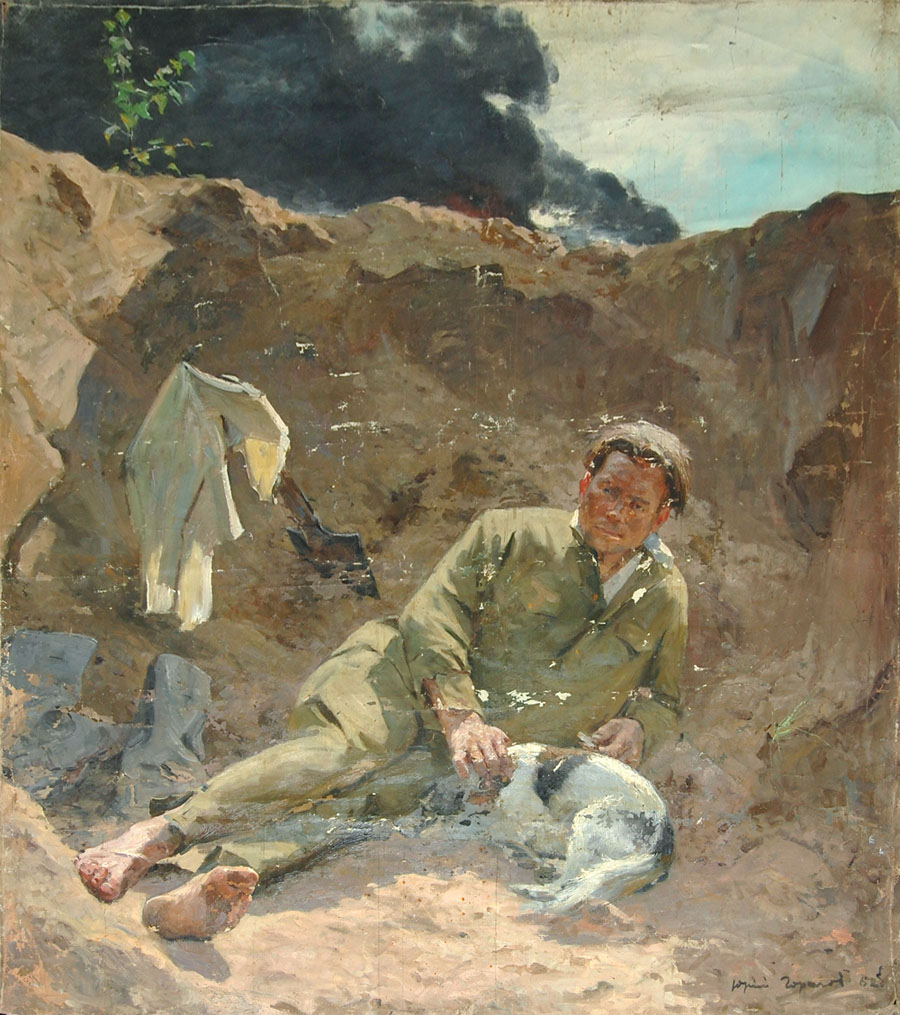
Người Nga có muốn chiến tranh không. Tranh của Yuri Gorelov

"Người Nga có muốn chiến tranh không" hay "Có phải người Nga thích chiến tranh" (tiếng Nga: Хотят ли русские войны | Khotyat li Russkiye Voyny) – là một bài hát nổi tiếng của nhạc sĩ Eduard Kolmanovsky phổ thơ Yevgeny Aleksandrovich Yevtushenko.

## Lịch sử bài hát
Ý tưởng viết lời của một bài hát kêu gọi hòa bình và phản đối chiến tranh nảy sinh trong một chuyến đi các nước Tây Âu và Mỹ của nhà thơ Yevtushenko. Nhà thơ nói rằng trong các chuyến đi này ông thường xuyên phải nghe một câu hỏi: Người Nga có muốn chiến tranh không?
Sau khi trở về Liên Xô Yevtushenko đã đưa bài thơ cho nhạc sĩ Kolmanovsky nhờ phổ nhạc. Lần đầu tiên bài hát này được hát trong Đại hội Đảng Cộng sản Liên Xô lần thứ XXII, năm 1961 do ca sĩ Mark Bernes thể hiện. Mùa hè năm 1962 tại Hội nghị quốc tế về Hòa bình và Giải trừ quân bị ở Moskva, các đại biểu được tặng đĩa hát "Người Nga có muốn chiến tranh không?" bằng tiếng Anh, tiếng Pháp, tiếng Đức và tiếng Tây Ban Nha qua sự thể hiện của ca sĩ Georg Ots.
Năm 1967 Đoàn văn công quân đội Liên Xô đã đi biểu diễn bài hát này ở Pháp, Ý, Bỉ, Thụy Sĩ và Anh. Không lâu trước giờ biểu diễn tại nhà hát Royal Albert Hall, London, chính quyền địa phương đã cấm bài hát "Người Nga có muốn chiến tranh không?" với sự giải thích rằng họ coi đấy là "sự can thiệp vào công việc nội bộ" nhưng bị các thành viên của đoàn văn công quân đội phản đối kịch liệt và cuối cùng lệnh cấm được dỡ bỏ.
Trong nhiều năm trong thời kỳ Liên Xô, ca từ của bài hát đã được đưa vào chương trình giảng dạy môn văn học..
Bài thơ đã được Tổng thống Ukraina Volodymyr Zelenskyy trích dẫn trong bài phát biểu của ông trước người dân Nga ngay trước khi Nga xâm lược Ukraina trong cuộc khủng hoảng Nga-Ukraina 2021-2022.

## Bản dịch lời thơ sang tiếng Việt
| Người Nga có muốn chiến tranh không? Tặng M. Bernes Người Nga có muốn chiến tranh không? Xin hãy hỏi sự yên bình tĩnh lặng Trên những dải ruộng đồng bao la. Xin các anh hãy hỏi những cây dương. Xin các anh hãy hỏi bao người lính Đang nằm dưới những gốc bạch dương Hãy để những con người này lên tiếng Người Nga có muốn chiến tranh không? Những người lính đã chết trong chiến tranh Họ không chỉ vì Tổ quốc của mình Mà để cho mọi người trên trái đất Tất cả đều có thể ngủ yên. Dưới tiếng lá và những tờ áp-phích Ngủ yên Paris, ngủ yên New York Hãy để giấc ngủ trả lời các anh Người Nga có muốn chiến tranh không? Vâng, chúng tôi biết cách đánh giặc Nhưng chúng tôi không muốn thêm một lần Những người lính lại đi ra trận mạc Để gìn giữ đất buồn của quê hương. Xin các anh hãy hỏi người mẹ hiền Hỏi người vợ mà tôi yêu tha thiết Thì khi đó, các anh cần phải biết Người Nga có muốn chiến tranh không? Bản dịch của Hồ Thượng Tuy | Хотят ли русские войны? М. Бернесу Хотят ли русские войны? Спросите вы у тишины над ширью пашен и полей и у берез и тополей. Спросите вы у тех солдат, что под березами лежат, и пусть вам скажут их сыны, хотят ли русские войны. Не только за свою страну солдаты гибли в ту войну, а чтобы люди всей земли спокойно видеть сны могли. Под шелест листьев и афиш ты спишь, Нью-Йорк, ты спишь, Париж. Пусть вам ответят ваши сны, хотят ли русские войны. Да, мы умеем воевать, но не хотим, чтобы опять солдаты падали в бою на землю грустную свою. Спросите вы у матерей, спросите у жены моей, и вы тогда понять должны, хотят ли русские войны. |